# Belocephalus
Belocephalus é um género de insecto da família Tettigoniidae.
Este género contém as seguintes espécies:
- Belocephalus micanopy
- Belocephalus sleighti